# غيليس رولان
غيليس رولان (بالفرنسية: Gilles Rolland)‏ (8 يناير 1961 فرنسا - ) هو لاعب كرة قدم فرنسي يلعب كلاعب وسط.

## روابط خارجية
- غيليس رولان على موقع قاعدة بيانات كرة القدم.إي يو (الإنجليزية)